# 유수프 다이치
유수프 다이치(Jusuf Dajić, 1984년 8월 21일 ~ )는 보스니아 헤르체고비나의 전 축구 선수이다. 현역 시절 포지션은 공격수였다.

## 선수 경력
K리그 전북 현대 모터스에서 뛴 경력이 있으며 이때 K리그 등록명은 다이치였다.